# 손불초등학교 용암분교
손불초등학교 용암분교는 대한민국 전라남도 함평군에 있었던 초등학교 분교이다.

## 역사
- 1962년 12월 31일 손불국민학교 용암분교장 인가
- 1963년 10월 10일 손불동국민학교 승격
- 1994년 9월 1일 손불국민학교 용암분교장
- 2005년 3월 1일 폐교